# Quatuor à cordes no 2 de d'Indy
Pour les articles homonymes, voir Quatuor à cordes no 2.
Le Quatuor à cordes no 2 en mi majeur opus 45 est le second des trois quatuors composés par Vincent d'Indy. Composé en 1897 et dédié à Guy Ropartz, il est créé par le Quatuor Parent à la Société nationale de musique à Paris, salle Pleyel, le 5 mars 1898.

## Structure
1. Lentement - Animé (allegro)
2. Scherzo (très animé), (en sol majeur) : alternance de mesures à 5/4 et 3/4, trios à 6/4
3. Très lent (en mi mineur)
4. Finale (vif, en mi majeur à 3/2): Structure en rondo avec quatre refrains et trois couplets